# Oléoduc Adria–Vienne

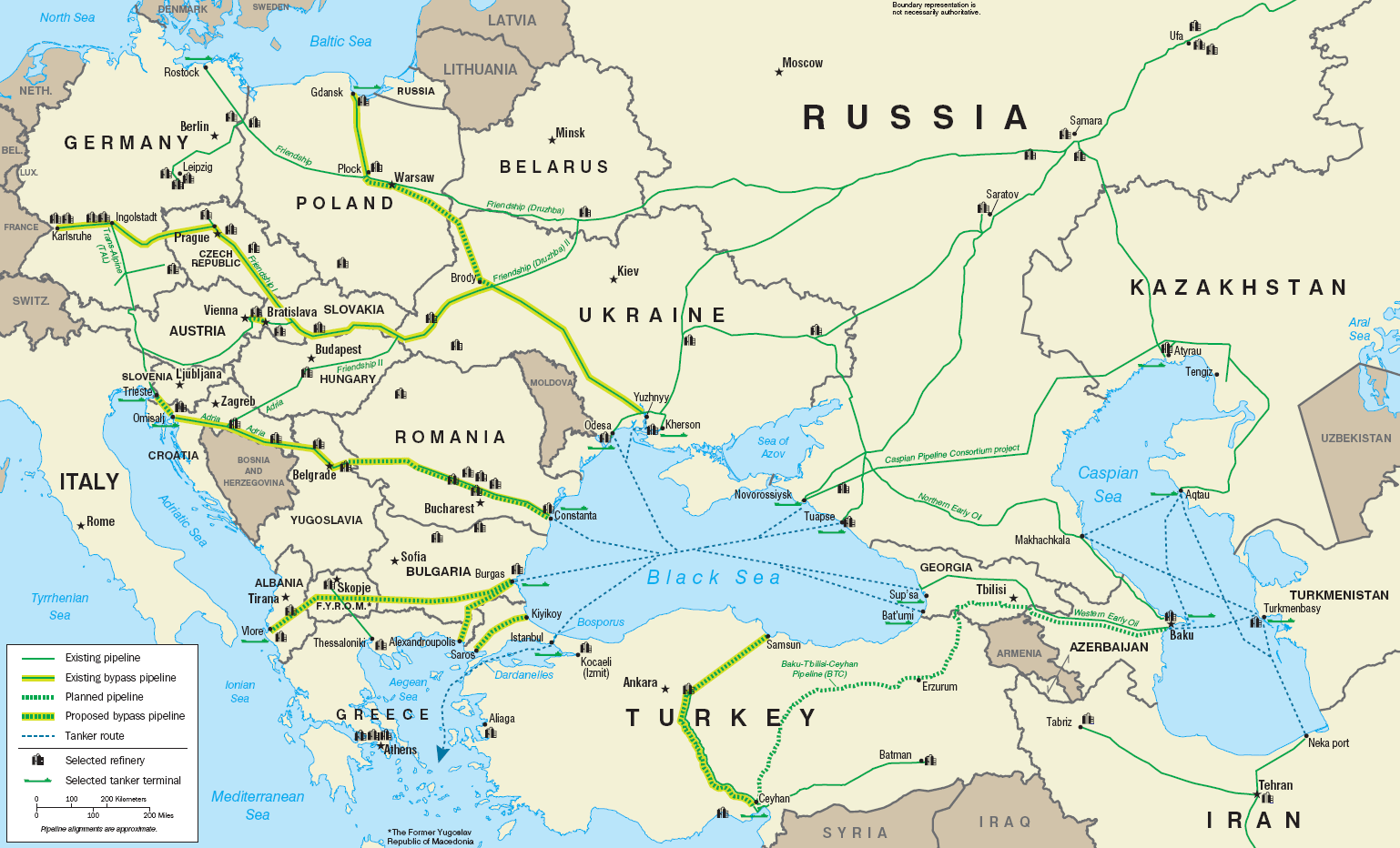
Carte des oléoducs en Europe.

Loléoduc Adria–Vienne (AWP) est un oléoduc qui démarre à Kötschach-Mauthen à partir de l'oléoduc Transalpin jusqu'à la raffinerie Schwechat près de Vienne. L'oléoduc a été construit en 1970, il mesure 420 kilomètres, avec un diamètre de 480 mm et 12 stations de pompages. La capacité de l'oléoduc est de 11 millions de tonnes de pétrole par an. Il est possédé à 76 % par OMV, le reste de l'actionnariat est composé de BP, Shell, Esso et Agip.